# سفر پیرمرد
سفر پیرمرد (انگلیسی: Old Man's Journey) یک بازی ماجراجویی می‌باشد که برای اندروید، آی‌اواس، مک‌اواس و مایکروسافت ویندوز در سال ۲۰۱۷، برای نینتندو سوئیچ و پلی‌استیشن ۴ در سال ۲۰۱۸ و برای اکس‌باکس وان در سال ۲۰۱۹ منتشر شد. این بازی سفر یک پیرمرد را دنبال می‌کند که یک خبر غمگین شنیده‌است.